# Двојина
Дуал или двојина је граматички број који се користи у неким језицима као додатак једнини и множини.
У ранијим фазама историје српског језика, имао је и посебне облике за означавање две јединке, тзв. облике двојине (дуала). У савременом језику остали су само неки од њених облика, и то само код неких именица, при чему имају значење множине.
Реч је о именицама око, ухо, рука, нога, слуга, чији генитив гласи [много] очију, [много] ушију, [много] руку, [много] ногу, [много] слугу, тј. нема завршетак -а, као највећи број именица ових врста, нпр. [много] села, [много] кућа.
Двојина се одржала до данас у словеначком и лужичкосрпском, као и у чакавском наречју хрватског језика.